# Apristurus sinensis
Espèce
Statut de conservation UICN

 DD  : Données insuffisantes
Apristurus sinensis est un poisson cartilagineux, un requin de la famille des Scyliorhinidae.